# Con toda el alma
Con toda el alma (En inglés: Heart and Soul) es una teleserie juvenil realizada en 2005 por la productora Laura Visconti Producciones y emitida por Venevisión. Original de César Sierra, Valentina Saa, Fernando Martínez y Rodolfo Boyadjian, fue producida por Stalin Morillo y Francisco Busatto.
Sus protagonistas fueron Cristina Dacosta y Damián Genovese, y con ellos los primeros actores Simón Pestana, Rosalinda Serfaty, Mayra Alejandra, Eva Blanco, Patricia Ramos y Umberto Buonocuore.
A partir del lunes 27 de agosto de 2018, la serie fue retransmitida con éxito por Venevisión durante la transmisión del programa Atómico.

## Sinopsis
Andrea y Vicky Briceño son dos hermanas que se ven obligadas a abandonar su hogar junto a su madre, Ana Cecilia. La separación de sus padres les supone cambiar de vida y de costumbres. 
Desde ese momento, se trasladan a una zona humilde de la ciudad, donde les espera su abuela. Andrea reacciona muy bien, aceptando el cambio con madurez y resignación. Pero Vicky se niega a aceptar su nueva vida, que ahora carece de todos los lujos con los que antes contaba. En la nueva escuela harán amistades mientras pasan la difícil etapa de ser las “nuevas”. 
Andrea se reencuentra con Sebastián, un amigo de la infancia que se convierte en su gran amor. La relación tendrá muchos altibajos por las maquinaciones de quienes no desean verles juntos. Y Vicky, mientras tanto, causará grandes conflictos hasta que no le quede más remedio que madurar. 
El tiempo pasa y las vidas de estas tres mujeres valientes parecen tener al fin un equilibrio. Incluso Ana Cecilia encuentra una nueva oportunidad para ser feliz junto a Santiago, el director del colegio. Pero el padre de Andrea y Vicky no cree que sus hijas estén bien y reaparece en sus vidas con la intención de llevárselas del barrio… 
El primer amor, la amistad, las diferencias sociales, el divorcio, el embarazo en la adolescencia son algunos de los temas que a los que se acerca la serie juvenil "Con toda el alma".

## Elenco
- Cristina Dacosta - Andrea Briceño
- Damián Genovese - Sebastián Morelli
- Simón Pestana - Santiago Lozada
- Rosalinda Serfaty - Ana Cecilia
- + Mayra Alejandra - Isabel Morelli
- Eva Blanco - Rosa
- + Umberto Buonocuore - Nono
- Roque Valero - Profesor Hugo
- + Esther Orjuela - Profesora Zuleta
- Vanessa Pose - María Victoria "Vicky"/Camila Barrios
- Malena González - Miriam
- Corina Mendoza - Diana
- Daniel Chelini - Alfonso
- Sebastián Velázquez - Chester
- Sindy Lazo - Trina
- Daniel Ferrer Cubillán - Camilo
- Giannina Alves -Waleska
- Nathaly Navas - Damary
- Ana Sarmiento - Marilú
- Andreína Pérez - Indira
- Kane Velásquez - Leco
- Francisco Medina - Juan Andrés "Bombillo"
- Marjorie Magri - Karin
- Daniela Vielma - Paola
- Christian McGaffney - David
- Cesar D' La Torre - César
- Maikell Vizcaya - Héctor
- Alejandro Mata
- Fernando Villate
- Verónica Cortez
- Mimí Sills - Virginia
- Luis Pérez Pons
- María Isabel Perozo
- Henry Soto
- Aisha Stambouli
- Erika Santiago

## Caracterización
Algunos aspectos de esta serie son similares a los de A todo corazón, por ejemplo:
- David embaraza a Marilú, de la misma forma como Leo a Laurita.
- Sebastián se debate su relación amorosa entre dos chicas, Diana y Andrea. Muy similar a Adrián con Patricia y Natalia.
- Bombillo es el "informático" del grupo, igual que Máximo Palmero.
- Chester emula al "Gato" en el hecho de ser mujeriego y mejor amigo de Sebastián.
- Vicky emula a Melissa en su personalidad caprichosa, inmadura y malcriada.
- Karin emula a Coraima.